# British Rail 305 sorozat
A British Rail 305 sorozat, korábbi nevén az AM5 sorozat, egy angol három- vagy négyrészes, 25 kV 50 Hz-es váltakozó áramú villamosmotorvonat-sorozat volt. 1960 és 2002 között volt forgalomban. 1959-ben készültek el a négyrészes változatok, első- és másodosztállyal, majd 1960-ban a háromrészes mtorvonatok csak másodosztállyal.